# Henry Drysdale Dakin
Pour les articles homonymes, voir Dakin.
Henry Drysdale Dakin, né à Londres le 12 mars 1880, mort en février 1952, est un chimiste britannique.

## Biographie
Fils d'un marchand de métaux, il fait ses études à l'université de Leeds (alors Victoria University), puis se perfectionne à Londres à l'Institut Lister de médecine préventive et à l'Institut Jenner.
Il collabore ensuite avec le chimiste Albrecht Kossel, futur prix Nobel de physiologie ou médecine 1910. Ils découvrent ensemble l'arginase et Dakin propose une des premières hypothèses d'action des enzymes. Il obtient son doctorat en 1909.
Il travaille sur les acides aminés contenus dans les protéines, le métabolisme des acides gras.
Christian Archibald Herter (en), le créateur du Journal of Biological Chemistry l'invite à travailler dans son laboratoire privé de New York, consacré à la biochimie, en 1905.
À la mort de Herter en 1910, il reprend la direction du laboratoire et des éditions.
La liqueur de Dakin est le résultat de patients efforts de recherche menés avec le chirurgien français Alexis Carrel (prix Nobel en 1912) dans un hôpital militaire lors de la Première Guerre mondiale.
De retour aux États-Unis, Dakin déplace ses laboratoires à Scarborough-on-Hudson à quelque distance de New York.

## Honneurs
- Docteur honoris causa des universités de Yale, Leeds et de Heidelberg.
- Membre de l'Institute of Chemistry et de la Royal Society.
- De nombreuses médailles et prix dont la médaille Davy de la Royal Society.
- Chevalier de la Légion d'honneur